# Carbajales de Alba
Carbajales de Alba é um município da Espanha na província de Zamora, comunidade autónoma de Castela e Leão, de área 53,61 km² com população de 692 habitantes (2004) e densidade populacional de 12,91 hab/km².
Information: www.carbajales.com

## Demografia
| Variação demográfica do município entre 1991 e 2004 | Variação demográfica do município entre 1991 e 2004 | Variação demográfica do município entre 1991 e 2004 | Variação demográfica do município entre 1991 e 2004 |
| --------------------------------------------------- | --------------------------------------------------- | --------------------------------------------------- | --------------------------------------------------- |
| 1991                                                | 1996                                                | 2001                                                | 2004                                                |
| 757                                                 | 736                                                 | 695                                                 | 692                                                 |